# Вукановичи
Вукановичи (на сръбски: Вукановићи), известни също като Урошевичи (на сръбски: Урошевићи), са владетелска династия на областта Рашка и Захумлие в периода 1083 – 1166 години. Първоосновател на династията е великия жупан Вукан, на чието име е наречена по-късно от историците, докато другото ѝ название е по името на друг неин виден представител – племенника на Вукан Урош I.